# Valeriana kilimandscharica
Valeriana kilimandscharica är en kaprifolväxtart som beskrevs av Adolf Engler. Valeriana kilimandscharica ingår i släktet vänderötter, och familjen kaprifolväxter. Inga underarter finns listade i Catalogue of Life.